# مارك كوك (لاعب كرة قدم)
مارك كوك (بالإنجليزية: Mark Cook)‏ (7 سبتمبر 1988 في المملكة المتحدة - ) هو لاعب كرة قدم بريطاني في مركز حراسة المرمى. لعب مع الجامعي دي بيرو ونادي هارتلبول يونايتد ونادي هاروجيت تاون ونيوكاسل يونايتد ونادي بليث سبارتانز ونادي غيتزهد.

## وصلات خارجية
- مارك كوك على موقع قاعدة بيانات كرة القدم.إي يو (الإنجليزية)